# Weird Al Yankovic

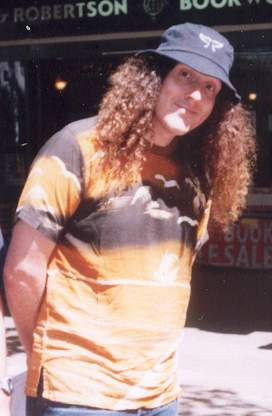
Weird Al Yankovic

Alfred Matthew Yankovic (nascut a Linwood, Califòrnia, el 23 d'octubre de 1959), més conegut com a «Weird Al» Yankovic, és un músic satíric, productor televisiu i acordionista estatunidenc. És conegut particularment per les seves cançons humorístiques que sorgeixen de la cultura popular, de paròdies de cançons molt conegudes d'altres cantants, o d'ambdues.
Des que va rebre la seva primera lliçó d'acordió l'endemà del seu setè aniversari, ha enregistrat més de 150 paròdies i cançons originals. Els seus treballs li han proporcionat tres premis Grammy de nou nominacions, tres discs d'or i cinc de platí als EUA.
Yankovic es va fer vegà el 1992, després que una antiga amiga li donés el llibre Diet for a New America. Ha explicat que al llibre hi va trobar «un argument molt convincent per a una dieta vegetariana estricta». Quan li pregunten com pot «racionalitzar» el fet d'actuar en esdeveniments com Great American Rib Cook-Off essent vegetarià, respon: «De la mateixa manera que racionalitzo actuar a una universitat malgrat ja no sigui estudiant».

## Discografia
Straight Outta Lynwood (Setembre, 2006)Inclou: White & Nerdy, Pancreas, Canadian Idiot, I'll Sue Ya, Polkarama!, Virus Alert, Confessions Part III, Weasel Stomping Day, Close But No Cigar, Do I Creep You Out, Trapped In The Drive-Thru, Don't Download This Song. (Way Moby / Volcano 89951)
Poodle Hat (Maig, 2003)Inclou: Couch Potato, Hardware Store, Trash Day, Party At The Leper Colony, Angry White Boy Polka, Wanna B Ur Lovr, A Complicated Song, Why Does This Always Happen To Me?, Ode To A Superhero, Bob, Ebay, Genius In France. (Way Moby / Volcano 32194)
Running With Scissors' (Juny, 1999)Inclou: The Saga Begins, My Baby's In Love With Eddie Vedder, Pretty Fly For A Rabbi, The Weird Al Show Theme, Jerry Springer, Germs, Polka Power!, Your Horoscope For Today, It's All About The Pentiums, Truck Drivin' Song, Grapefruit Diet, Albuquerque. (Way Moby / Volcano 32118)
Bad Hair Day (Març, 1996)Inclou: Amish Paradise, Everything You Know Is Wrong, Cavity Search, Callin' In Sick, The Alternative Polka, Since You've Been Gone, Gump, I'm So Sick Of You, Syndicated, Inc., I Remember Larry, Phony Calls, The Night Santa Went Crazy. (Way Moby / Volcano 32030)
'Alapalooza (Octubre, 1993)Inclou: Jurassic Park, Bedrock Anthem, Frank's 2000" TV, Achy Breaky Song, Traffic Jam, Talk Soup, Livin' In The Fridge, She Never Told Me She Was A Mime, Harvey The Wonder Hamster, Waffle King, Bohemian Polka, Young, Dumb & Ugly. (Way Moby / Volcano 32020)
Off The Deep End (April, 1992)Inclou: Smells Like Nirvana, Trigger Happy, I Can't Watch This, Polka Your Eyes Out, I Was Only Kidding, The White Stuff, When I Was Your Age, Taco Grande, Airline Amy, The Plumbing Song, You Don't Love Me Anymore. (Way Moby / Volcano 32016)
UHF - Original Motion Picture Soundtrack And Other Stuff (Juliol, 1989)Inclou: Money For Nothing/Beverly Hillbillies, Gandhi II, Attack Of The Radioactive Hamsters From A Planet Near Mars, Isle Thing, The Hot Rocks Polka, UHF, Let Me Be Your Hog, She Drives Like Crazy, Generic Blues, Spatula City, Fun Zone, Spam, The Biggest Ball Of Twine In Minnesota. (Way Moby / Volcano 32013)
Even Worse (Abril, 1988)Inclou: Fat, Stuck In A Closet With Vanna White, (This Song's Just) Six Words Long, You Make Me, I Think I'm A Clone Now, Lasagna, Melanie, Alimony, Velvet Elvis, Twister, Good Old Days. (Way Moby / Volcano 32007)
Polka Party (Octubre, 1986)Inclou: Living With A Hernia, Dog Eat Dog, Addicted To Spuds, One Of Those Days, Polka Party!, Here's Johnny, Don't Wear Those Shoes, Toothless People, Good Enough For Now, Christmas At Ground Zero. (Way Moby / Volcano 32006)
Dare To Be Stupid (Juny, 1985)Inclou: Like A Surgeon, Dare To Be Stupid, I Want A New Duck, One More Minute, Yoda, George Of The Jungle, Slime Creatures From Outer Space, Girls Just Want To Have Lunch, This Is The Life, Cable TV, Hooked On Polkas. (Way Moby / Volcano 32005)
"Weird Al" Yankovic In 3-D (Febrer, 1984)Inclou: Eat It, Midnight Star, The Brady Bunch, Buy Me A Condo, I Lost On Jeopardy, Polkas On 45, Mr. Popeil, King Of Suede, That Boy Could Dance, Theme From Rocky XIII, Nature Trail To Hell. (Way Moby / Volcano 32004)
"Weird Al" Yankovic (Abril, 1983)Inclou Ricky, Gotta Boogie, I Love Rocky Road, Buckingham Blues, Happy Birthday, Stop Draggin' My Car Around, My Bologna, The Check's In The Mail, Another One Rides The Bus, I'll Be Mellow When I'm Dead, Such A Groovy Guy, Mr. Frump In The Iron Lung. (Way Moby / Volcano 32003)